# Guillermo Torres
Guillermo Torres, né le 16 décembre 1937, à Chihuahua, au Mexique, est un ancien joueur mexicain de basket-ball.